# تپه اطراف شهر سوخته ۱۷۳
تپه اطراف شهر سوخته شماره ۱۷۳ مربوط به هزاره سوم قبل از میلاد است و در شهرستان زابل، بخش شیب آب، دهستان لوتک، روستای حومه شهر سوخته، ۸/۵ کیلومتری جنوب غرب پایگاه باستان‌شناسی شهر سوخته واقع شده و این اثر در تاریخ ۶ اسفند ۱۳۸۵ با شمارهٔ ثبت ۱۷۵۹۳ به‌عنوان یکی از آثار ملی ایران به ثبت رسیده است.